# Gulzar
Sampooran Singh Kalra (Dina (Pakistan), 18 augustus 1934), professioneel bekend als Gulzar of Gulzar Saheb, is een Indiaas tekstschrijver, dichter, auteur, scenarioschrijver en filmregisseur. Hij begon zijn carrière in 1963 een schreef het nummer "Mora gora ang lai" voor de film Bandini van regisseur Bimal Roy (1909-1966). Daarna werkte hij samen met vele muziekregisseurs, waaronder Salil Chowdhury, Vishal Bhardwaj en A.R. Rahman. In 1971 maakte Gulzar zijn debuut als regisseur in Mere Apna, een remake van Apanjan van Tapan Sinha uit 1968. In 1980, na de dood van documentairemaker S. Sukhdev, voltooide Gulzar zijn laatste film Shaira, een documentaire over de actrice Meena Kumari, die ook de hoofdrol speelde in Gulzars Mere Apna. Gulzars meest succesvolle films na Mere Apna waren Koshish (1972), Parichay (1972), Mausam (1975), Aandhi (1975), Lekin... (1990) en Maachis (1996).  Naast de scripts voor zijn eigen films schreef hij ook dialogen voor werken van andere regisseurs, waaronder Ashirwad (1968), Asit Sens Khamoshi (1969) en Shekhar Kapurs Masoom (1982) van Hrishikesh Mukherjees. Sinds eind jaren tachtig werkte hij voor de Indiase televisie Doordarshan, waarbij zijn televisieserie Mirza Ghalib met Naseeruddin Shah bijzondere aandacht trok.
Hij is gehuwd met actrice Rakhee Gulzar en heeft een dochter, actrice Meghna Gulzar.

## Prijzen en onderscheidingen
In 2004 ontving Gulzar de Padma Bhushan, de op twee na hoogste burgerlijke onderscheiding in India. Daarnaast ontving hij de Sahitya Academy Award en de Dadasaheb Phalke Award - de hoogste onderscheiding in de Indiase cinema. Hij heeft 5 verschillende Indian National Film Awards, 22 Filmfare Awards, een Oscar en een Grammy Award gewonnen.

## Biografieën
- Kabir, Nasreen Munni (2012). In the Company of a Poet: Gulzar in Conversation with Nasreen Munni Kabir. Rainlight Rupa. ISBN 978-81-291-2083-0.
- Chatterjee, Saibal (2007). Echoes and Eloquences: The Life and Cinema of Gulzar. Rupa & Co.. ISBN 978-81-291-1235-4.
- Gulzar, Meghna (2004). Because He Is.... Rupa & Co.. ISBN 81-291-0364-8.